# 10 Trinity Square
10 Trinity Square est un bâtiment classé (de grade II*) situé à Londres. Conçu par l’architecte Edwin Cooper en 1912 dans un style Beaux-Arts, il surplombe la Tamise à Tower Hill, dans le coin sud-est de la capitale britannique. Il a longtemps abrité le siège de l’Autorité portuaire de Londres. Actuellement, le bâtiment abrite le luxueux hôtel Four Seasons London at Ten Trinity Square. Il apparaît dans le film Skyfall en 2012.

## Histoire

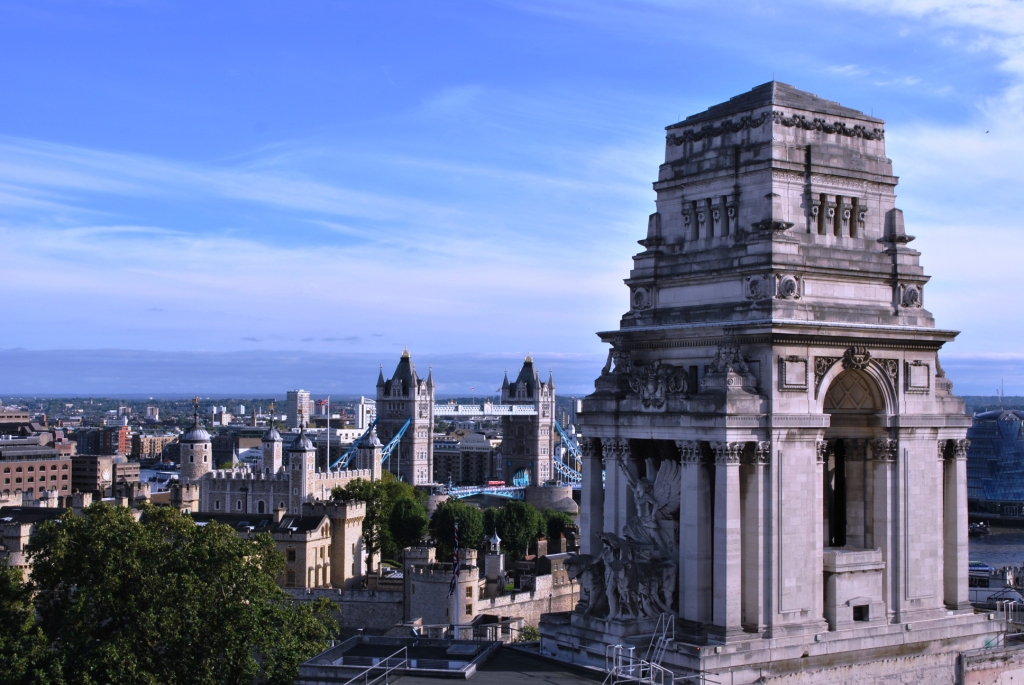
10 Trinity Square en 2012.

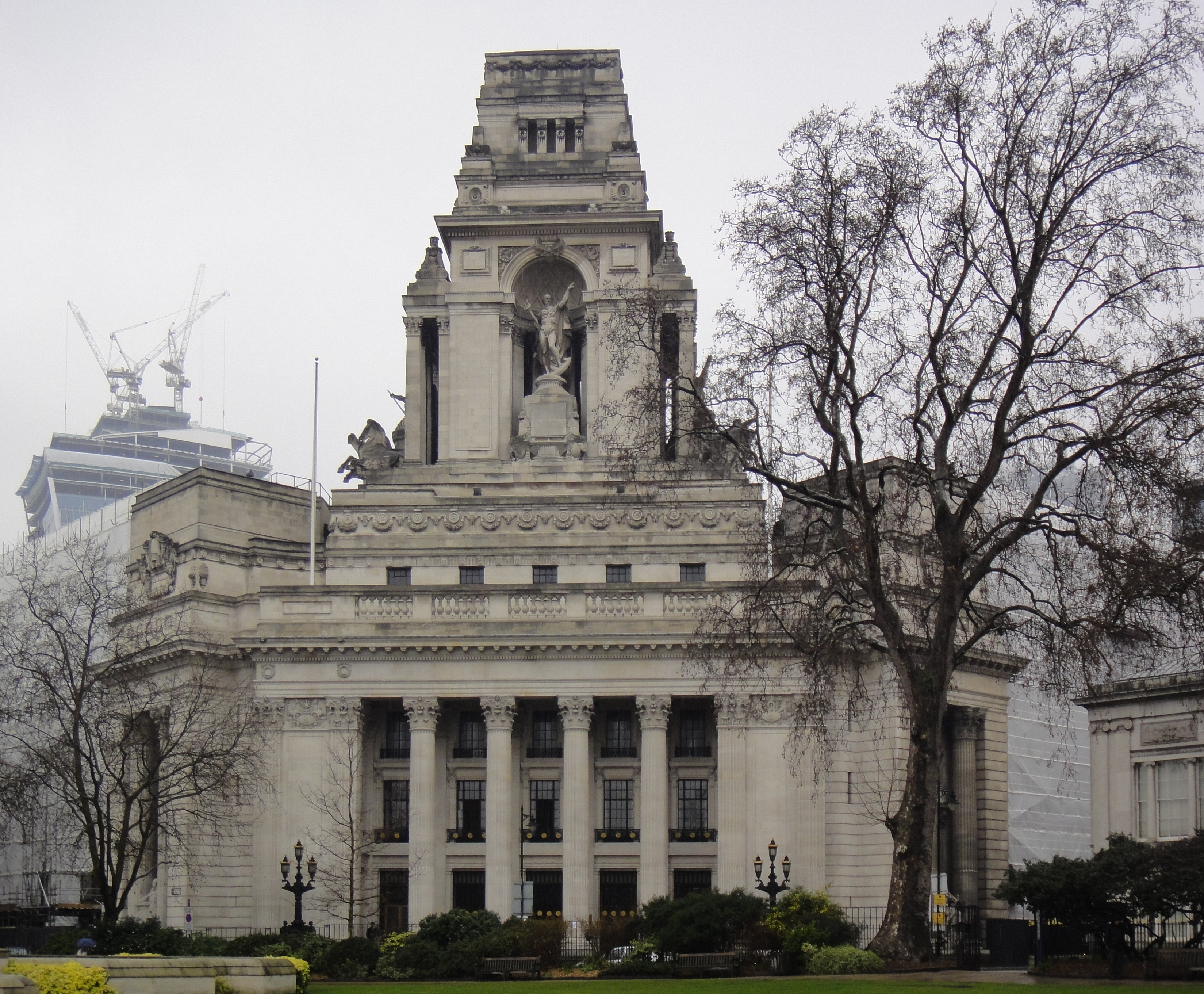
10 Trinity Square, Londres.

Le bâtiment a été imaginé dans le style Beaux-Arts par Sir Edwin Cooper et construit par la société Mowlem entre 1912 et 1922 afin d'abriter le nouveau siège de l'Autorité portuaire de Londres. Il a été inauguré en 1922 par David Lloyd George, alors Premier ministre, en présence de l'architecte et de Lord Devonport, le président de l'Autorité portuaire de Londres. À l'époque, il s'agissait d'un des plus grands bâtiments de Londres. Il était fréquenté quotidiennement par des centaines de personnes qui venaient payer les droits sur les marchandises débarquées dans le port. 
Le bâtiment a été gravement endommagé par les bombardements allemands durant la Seconde Guerre mondiale, au cours desquels la rotonde centrale ainsi que le dôme se sont effondrés (lors des rénovations, ils ont été remplacés par des bureaux). En 1946, l'assemblée inaugurale des Nations unies siège ici. Le bâtiment a servi de siège européen au courtier d'assurances Willis après que le siège d'APL a été transféré à Smithfield. De nos jours, le siège de Willis se trouve dans le Willis Bulding sur Lime Street.
En 2006, Ten Trinity Square est acheté par Thomas Entreprises Inc, qui le vend en 2010 à un partenariat regroupant KOP Group et Reignwood, mais KOP Group finit par perdre les droits au profit de Reignwood en 2012. Le bâtiment est finalement racheté par Four Seasons Hotels and Resorts qui le transforme en hôtel de luxe disposant de 100 chambres, 41 résidences privées ainsi qu'un club privé, qui ouvre ses portes en janvier 2017.
Dans le cadre des rénovations, des fouilles archéologiques ont été organisées mettant au jour un bâtiment du XVIIe siècle construit par Christopher Wren qui abritait à l'époque le siège du Navy Board ainsi que l'administration de la Royal Navy. Au XVIIIe siècle, le bâtiment abritait un entrepôt de la Compagnie britannique des Indes orientales. Des fouilles approfondies ont permis de découvrir des fragments et des ornements datant de l'époque romaine.